# Meridià 102 a l'oest
El meridià 102 a l'oest de Greenwich és una línia de longitud que s'estén des del pol Nord travessant l'oceà Àrtic, Amèrica del Nord, el Golf de Mèxic, l'oceà Pacífic, l'oceà Antàrtic, i l'Antàrtida fins al pol Sud.

Al Canadà, el meridià 102 a l'oest defineix part de la frontera entre els Territoris del Nord-oest i Nunavut, i defineix aproximadament una part del frontera entre Saskatchewan i Manitoba.

El meridià 102 a l'oest forma un cercle màxim amb el meridià 78 a l'est. Com tots els altres meridians, la seva longitud correspon a una semicircumferència terrestre, uns 20.003,932 km. Al nivell de l'Equador, és a una distància del meridià de Greenwich de 11.354 km.
Al Canadà, part de la frontera entre els Territoris del Nord-oest i Nunavut es defineix pel meridià, i part de la frontera entre Saskatchewan i Manitoba corre aproximadament 400 m a l'oest del meridià. Al paral·lel 60° nord, aquestes fronteres formen una quàdruple frontera proper al four corners d'aquestes províncies i territoris. El meridià 102 és el Segon Meridià de la Dominion Land Survey del Canadà.
Als Estats Units, el meridià va formar la frontera oriental de l'històric i extralegal Territori de Jefferson. La frontera oriental de Colorado amb Nebraska i Kansas es troba al meridià 25 a l'oest de Washington, que es troba a dues milles a l'oest del meridià 102 a l'oest.

## De Pol a Pol
Començant en el pol Nord i dirigint-se cap al pol Sud, aquest meridià travessa:
| Coordenades                               | País, territori o mar | Notes |
| ----------------------------------------- | --------------------- | --- |
| 90° 0′ N, 102° 0′ O / 90.000°N,102.000°O  | Oceà Àrtic            | |
| 79° 30′ N, 102° 0′ O / 79.500°N,102.000°O | Canal de Peary        | |
| 79° 5′ N, 102° 0′ O / 79.083°N,102.000°O  | Canadà                | Nunavut - illa d'Ellef Ringnes |
| 78° 17′ N, 102° 0′ O / 78.283°N,102.000°O | Estret de Danish      | |
| 77° 53′ N, 102° 0′ O / 77.883°N,102.000°O | Canadà                | Nunavut - illa King Christian |
| 77° 41′ N, 102° 0′ O / 77.683°N,102.000°O | Cos d'aigua sense nom | Passa a l'oest de l'illa Helena, Nunavut, Canadà (a 76° 35′ N, 101° 41′ O / 76.583°N,101.683°O) |
| 76° 25′ N, 102° 0′ O / 76.417°N,102.000°O | Canadà                | Nunavut - illa Bathurst |
| 76° 13′ N, 102° 0′ O / 76.217°N,102.000°O | Erskine Inlet         | |
| 75° 58′ N, 102° 0′ O / 75.967°N,102.000°O | Canadà                | Nunavut - illa Alexander i illa Bathurst |
| 75° 33′ N, 102° 0′ O / 75.550°N,102.000°O | Canal de Parry        | Canal del Vescomte Melville |
| 73° 4′ N, 102° 0′ O / 73.067°N,102.000°O  | Canadà                | Nunavut - Illa del Príncep de Gal·les |
| 72° 30′ N, 102° 0′ O / 72.500°N,102.000°O | Estret de M'Clintock  | |
| 70° 18′ N, 102° 0′ O / 70.300°N,102.000°O | Canadà                | Nunavut - illa Victòria |
| 69° 51′ N, 102° 0′ O / 69.850°N,102.000°O | Badia d'Albert Edward | |
| 69° 28′ N, 102° 0′ O / 69.467°N,102.000°O | Canadà                | Nunavut - illa Victòria |
| 68° 59′ N, 102° 0′ O / 68.983°N,102.000°O | Golf de la Reina Maud | |
| 68° 50′ N, 102° 0′ O / 68.833°N,102.000°O | Canadà                | Nunavut - illa Jenny Lind |
| 68° 37′ N, 102° 0′ O / 68.617°N,102.000°O | Golf de la Reina Maud | |
| 67° 45′ N, 102° 0′ O / 67.750°N,102.000°O | Canadà                | Nunavut Frontera Territoris del Nord-oest / Nunavut - des de 64° 14′ N, 102° 0′ O / 64.233°N,102.000°O Manitoba - des de 60° 0′ N, 102° 0′ O / 60.000°N,102.000°O, per uns 400m a l'est de, i paral·lel a, la frontera amb Saskatchewan - des de 55° 47′ N, 102° 0′ O / 55.783°N,102.000°O |
| 49° 0′ N, 102° 0′ O / 49.000°N,102.000°O  | Estats Units          | Dakota del Nord Dakota del Sud - des de 45° 56′ N, 102° 0′ O / 45.933°N,102.000°O Nebraska - des de 43° 0′ N, 102° 0′ O / 43.000°N,102.000°O Kansas - des de 40° 0′ N, 102° 0′ O / 40.000°N,102.000°O Oklahoma - des de 37° 0′ N, 102° 0′ O / 37.000°N,102.000°O Texas - des de 36° 30′ N, 102° 0′ O / 36.500°N,102.000°O |
| 29° 48′ N, 102° 0′ O / 29.800°N,102.000°O | Mèxic                 | Coahuila Zacatecas - des de 25° 5′ N, 102° 0′ O / 25.083°N,102.000°O San Luis Potosí - des de 23° 24′ N, 102° 0′ O / 23.400°N,102.000°O Zacatecas - des de 22° 40′ N, 102° 0′ O / 22.667°N,102.000°O Estat d'Aguascalientes - des de 22° 16′ N, 102° 0′ O / 22.267°N,102.000°O Jalisco - des de 21° 53′ N, 102° 0′ O / 21.883°N,102.000°O Guanajuato - des de 20° 56′ N, 102° 0′ O / 20.933°N,102.000°O Jalisco - des de 20° 39′ N, 102° 0′ O / 20.650°N,102.000°O Guanajuato - des de 20° 31′ N, 102° 0′ O / 20.517°N,102.000°O Michoacán - des de 20° 21′ N, 102° 0′ O / 20.350°N,102.000°O estat de Guerrero - des de 18° 12′ N, 102° 0′ O / 18.200°N,102.000°O |
| 17° 58′ N, 102° 0′ O / 17.967°N,102.000°O | Oceà Pacífic          | |
| 60° 0′ S, 102° 0′ O / 60.000°S,102.000°O  | Oceà Antàrtic         | |
| 71° 58′ S, 102° 0′ O / 71.967°S,102.000°O | Antàrtida             | Territori no reclamat |